# 시로의 섬
"시로의 섬"은 1988년에 개봉한 대한민국의 영화이다.

## 캐스팅
- 신혜수 (배우) : 이혜 역
- 윤정희 : 세원 역
- 전무송 : 민우 역
- 변우민 : 영훈 역
- 김종구 : 장 감독 역
- 마이클 베렌져 : 쟝삐엘 역
- 이춘연 : 의사 역
- 문미봉 : 세원 모 역
- 강효정 : 어린 이혜 역
- 김덕남 : 연극 연출가 역
- 유명순 : 보살 역